# 채형직
채형직(蔡亨直, 1986년 2월 26일 ~ )은 전 KBO 리그 삼성 라이온즈의 투수이다.

## 출신학교
- 1998년 : 군산남초등학교
- 2001년 : 군산중학교
- 2004년 : 군산상업고등학교